# ماینر ترت
ماینر ترت (به انگلیسی: Minor Threat) یک گروه هاردکور پانک آمریکایی بود که در سال ۱۹۸۰ در واشینگتن دی سی توسط خواننده ایان مکای و درامر جف نلسون تشکیل شد. مکای و نلسون در چندین گروه دیگر با هم نوازندگی کرده بودند و برایان بیکر نوازندهٔ بیس و لایل پرسلار نوازندهٔ گیتار را برای تشکیل ماینر ترت به خدمت گرفتند. آنها در سال ۱۹۸۲ عضو پنجمی به نام استیو هانسگن را اضافه کردند که بیس می‌نواخت، در حالی که بیکر به گیتار دوم روی آورد.
عمر گروه نسبتاً کوتاه بود و تنها پس از سه سال با هم منحل شد، اما تأثیر زیادی در صحنهٔ نوظهور پانک هاردکور آمریکا داشت، هم از نظر سبک و هم در کمک به استقرار بیشتر اخلاق «خودت انجام بده» برای توزیع موسیقی و تبلیغ کنسرت. ترانهٔ «لبه مستقیم» ماینر ترت اساس حرکت گروه استریت اج بود که بر سبک زندگی بدون الکل یا مواد مخدر دیگر، یا رابطه جنسی بی‌وقفه تأکید می‌کرد. آل‌میوزیک موسیقی ماینر ترت را «نماد» توصیف کرد و خاطرنشان کرد که موسیقی پیشگامانهٔ آنها «بهتر از [موسیقی] بسیاری از هم‌عصرانشان بوده است.»
همراه با گروه سبک هاردکور واشینگتن دی سی، بد برینز و گروه بلک فلگ کالیفرنیا، ماینر ترت استاندارد بسیاری از گروه‌های پانک هاردکور را در دهه‌های ۱۹۸۰ و ۱۹۹۰ تعیین کرد. تمام ضبط‌های ماینر ترت در ناشر خود مکای و نلسون، دیسکورد رکوردز منتشر شد. آلبوم چندآهنگه ماینر ترت و تنها آلبوم استودیویی تمام قد آنها خارج از مرحله تحسین‌های زیادی را دریافت کرده‌اند و به‌عنوان نشانه‌های ژانر پانک هاردکور ذکر می‌شوند.

## تاریخچه

### شکل‌گیری و سال‌های اولیه

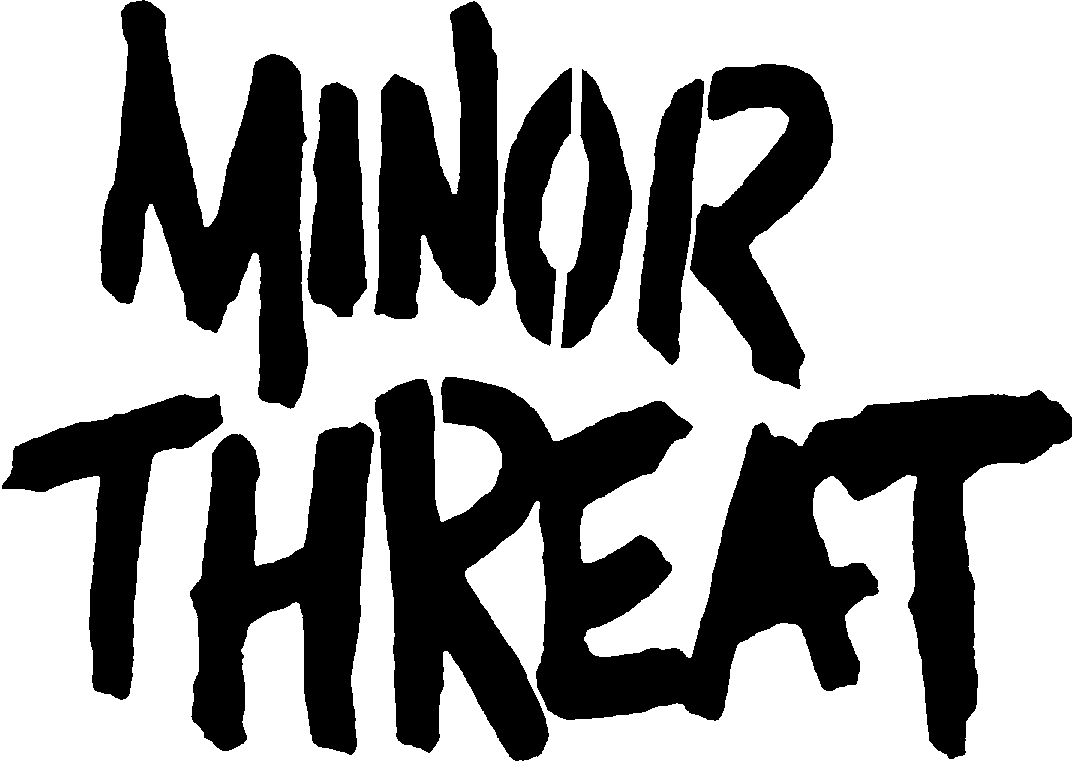
لوگوی گروه

قبل از تشکیل گروه ماینر ترت در سال ۱۹۸۰، ایان مکای خواننده و جف نلسون درامر به ترتیب در گروه Teen Idles هنگام تحصیل در دبیرستان ویلسون در آن زمان، بیس و درام می‌نواختند. در طول فعالیت دو ساله خود در صحنه پررونق پانک هاردکور واشینگتن دی سی، گروه Teen Idles را حدود صد هوادار (مقدار قابل توجهی در آن زمان) دنبال کرده بود و پس از گروه بد برینز معاصر، دومین در صحنه بودند. مکای و نلسون به ذهنیت خودت انجام بده و یک صحنهٔ موسیقی مستقل و زیرزمینی معتقد بودند. پس از فروپاشی Teen Idles، آنها از پول به دست آمده از طریق گروه برای ایجاد ناشر خود دیسکورد رکوردز استفاده کردند.
مکای و نلسون که مشتاق بودند گروه جدیدی را بعد از Teen Idles راه‌اندازی کنند، نوازندهٔ گیتار لایل پرسلار و نوازندهٔ بیس برایان بیکر را به خدمت گرفتند. آنها اولین اجرای خود را در دسامبر ۱۹۸۰ برای ۵۰ نفر در یک نمایش زیرزمینی اجرا کردند و برای بد برینز و The Untouchables و Black Market Baby و SOA، همه از گروه‌های واشینگتن دی سی افتتاح شدند.
«خارج از مرحله»، یک آهنگ ماینر ترت از دومین آلبوم چندآهنگه آنها، این باور را بیشتر نشان می‌دهد: «سیگار نکش/مشروب نخور/لعنتی نکن/حداقل می‌توانم فکر کنم/ نمی‌توانم ادامه دهم/من از دنیا دورم.» حرف «من» در اشعار معمولاً فقط ضمنی بود، عمدتاً به این دلیل که کاملاً با ریتم آهنگ مطابقت نداشت. برخی دیگر از اعضای تهدید جزئی، به ویژه جف نلسون، از آنچه به عنوان نگرش آمرانهٔ مکای در مورد آهنگ می‌دیدند، استثنا قائل شدند.
ترانهٔ «به جرم سفید بودن» ماینر ترت باعث شد برخی از منتقدان گروه را به نژادپرستی متهم کنند، اما مکای چنین نیات را قویا رد کرده و گفته است که برخی از شنوندگان سخنان او را اشتباه تعبیر کرده‌اند. او ادعا می‌کند که تجربیاتش از حضور در دبیرستان ویلسون، که جمعیت دانش آموزان آن ۷۰ درصد سیاه‌پوست بودند، الهام بخش این آهنگ بوده است. در آنجا، بسیاری از دانش آموزان مکای و دوستانش را مورد آزار و اذیت قرار دادند. مکای در مصاحبه‌ای اظهار داشت که از اینکه برخی، مضامین نژادپرستانه در اشعار دریافت می‌کنند آزرده خاطر شده است، و گفت: «برای من، در آن زمان و اکنون، به نظر واضح بود که این یک آهنگ ضد نژادپرستی است. البته، در آن زمان که آن را نوشتم، به ذهنم خطور نکرد که هرکسی غیر از بیست یا سی دوستم که برایشان آواز می‌خواندم، مجبور باشد واقعاً به شعر فکر کند یا حتی آنها را در نظر بگیرد.»

## جدایی
ماینر ترت در سال ۱۹۸۳ از هم گسیخت. یکی از عوامل مؤثر، اختلاف نظر بر سر کارگردانی موسیقی بود. مکای در پایان کار گروه از جلسات تمرین صرف نظر می‌کرد و اشعار آهنگ‌های آلبوم چندآهنگه روزهای سالاد را در استودیو نوشت. این کاملاً در تضاد با ضبط‌های قبلی بود، زیرا او موسیقی را برای بسیاری از مطالب اولیهٔ گروه نوشته بود و با آن همکاری می‌کرد. ماینر ترت که با خروج هانسگن به یک گروه چهار نفره بازگشته بود، آخرین نمایش خود را در ۲۳ سپتامبر ۱۹۸۳ در مرکز فرهنگی هارمن در واشینگتن دی سی اجرا کرد.

## مسائل مربوط به حق چاپ

### «میجر ترت»
در سال ۲۰۰۵، یک ماکت از جلد اولین آلبوم چندآهنگه ماینر ترت (همچنین در آلبوم چندآهنگه ماینر ترت و سی دی دیسکوگرافی کامل استفاده شد) توسط سازندهٔ کفش ورزشی نایکی برای استفاده در پوستر تبلیغاتی برای یک تور اسکیت برد به نام «میجر ترت» کپی شد. نایکی همچنین لوگوی ماینر ترت (طراحی شده توسط جف نلسون) را برای همان کمپین تغییر داد، و همچنین کفش‌های نایکی را در تصویر جدید به جای چکمه‌های رزمی که برادر کوچکتر ایان مکای، الک در نسخهٔ اصلی پوشیده بود، نشان داد.
مکای با صدور بیانیه‌ای مطبوعاتی اقدامات نایکی را محکوم کرد و گفت که با سایر اعضای گروه دربارهٔ گزینه‌های قانونی بحث خواهد کرد. در همین حال، طرفداران، به تشویق دیسکوردز، یک کمپین نامه‌نویسی در اعتراض به تخلف نایکی ترتیب دادند. در ۲۷ ژوئن ۲۰۰۵، نایکی بیانیه‌ای صادر کرد و از ماینر ترت، دیسکوردز رکوردز و طرفداران آنها به دلیل کمپین «میجر ترت» عذرخواهی کرد و گفت که تمام آثار هنری تبلیغاتی (چاپ و دیجیتال) که آنها می‌توانستند به دست آورند از بین رفته است.

### «روزهای سالاد»
در ۲۹ اکتبر ۲۰۰۵، شبکهٔ تلویزیونی فاکس اولین ثانیه‌های روزهای سالاد ماینر ترت را در طول پخش ان اف ال پخش کرد. استفاده از آهنگ توسط دیسکوردز رکوردز یا هیچ‌یک از اعضای ماینر ترت پاک نشد. فاکس ادعا کرد که این کلیپ خیلی کوتاه است و حق چاپ را نقض نکرده است.

### ترشی‌های ول‌هاوس
در سال ۲۰۰۷، شرکت ترشی‌های ول‌هاوس (به انگلیسی: Wheelhouse Pickles) مستقر در بروکلین، سس فلفلی به نام «سس ماینر ترت» را به بازار عرضه کرد. ایان مکای با درخواست فقط برای اصلاح طرح اصلی برچسب (که بر اساس اثر هنری «خشونت در بطری» بود) این محصول را تأیید کرد. اشاره‌ای کوچک به این موضوع شد، جایی که مکای اظهار داشت: «من فرصتی برای خوردن سس تند زیادی ندارم، اما فکر می‌کردم مواد ماینر ترت هم خوب هستند.»

### تجهیزات شهری
در سال ۲۰۱۳، پیراهن‌های ماینر ترت در فروشگاه‌های اربن اوتفیترز ظاهر شد. ایان مکای تأیید کرد که این پیراهن‌ها مجوز رسمی دریافت کرده‌اند. مکای و دیسکوردز پس از صرف آنچه او به عنوان «اتلاف وقت کامل» در تلاش برای ردیابی کالاهای تقلبی ماینر ترت توصیف کرد، با یک شرکت کالا در کالیفرنیا هماهنگی‌هایی را برای مدیریت صدور مجوز پیراهن‌های گروه انجام دادند، و همچنین تلاش کردند تا اطمینان حاصل شود که تولیدکنندگان بوتلگ از پیراهن‌ها کوتاه شده بود. مکای در نظراتی که در مجلهٔ رولینگ استون منتشر شد، فروش پیراهن‌ها به قیمت ۲۸ دلار را «بیهوده» خواند، اما نتیجه گرفت که «زمان من بهتر است برای انجام کارهای دیگر صرف شود» تا اینکه با پیراهن‌ها بفروشم. دیسکوردز قبلاً در سال ۲۰۰۹ علیه شرکت خرده‌فروشی فوراور ۲۱ به دلیل بازاریابی پیراهن‌های ماینر ترت بدون مجوز اقدام کرده بود.

## اعضا
- ایان مکای – خوانندهٔ اصلی (۱۹۸۳–۱۹۸۰)
- لایل پرسلار – گیتار (۱۹۸۳–۱۹۸۰)
- برایان بیکر - بیس (۱۹۸۲–۱۹۸۰، ۱۹۸۳)؛ گیتار (۱۹۸۳–۱۹۸۲)
- جف نلسون – درامز (۱۹۸۳–۱۹۸۰)
- استیو هانسگن – بیس (۱۹۸۳–۱۹۸۲)

## ترانه‌شناسی

### مطالب اصلی
- ماینر ترت (۱۹۸۱)
- در چشمان من (۱۹۸۱)
- خارج از مرحله (۱۹۸۳)
- روزهای سالاد (۱۹۸۵)

### آلبوم‌های تلفیقی
- ال‌پی ماینر ترت (۱۹۸۴)
- سی دی دیسکوگرافی کامل (۱۹۸۹)
- اولین نوار آزمایشی سی‌دی/۷ اینچ (۲۰۰۳)
- خروجی‌های خارج از مرحله (۲۰۲۳)